# Phyllanthus juglandifolius
Phyllanthus juglandifolius är en emblikaväxtart som beskrevs av Carl Ludwig von Willdenow. Phyllanthus juglandifolius ingår i släktet Phyllanthus och familjen emblikaväxter.

## Underarter
Arten delas in i följande underarter:
- P. j. cornifolius
- P. j. juglandifolius

## Bildgalleri

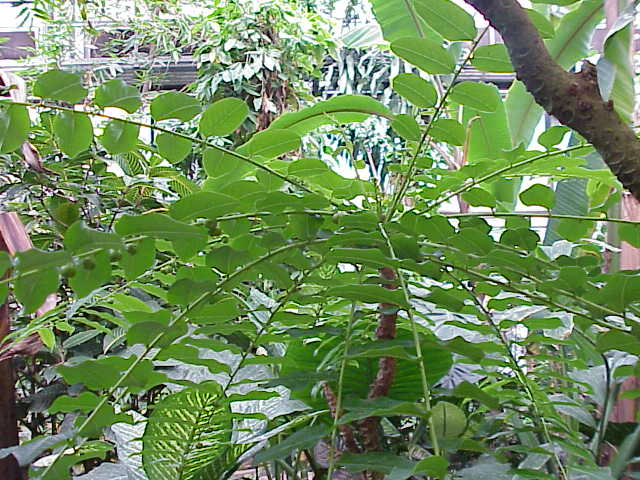
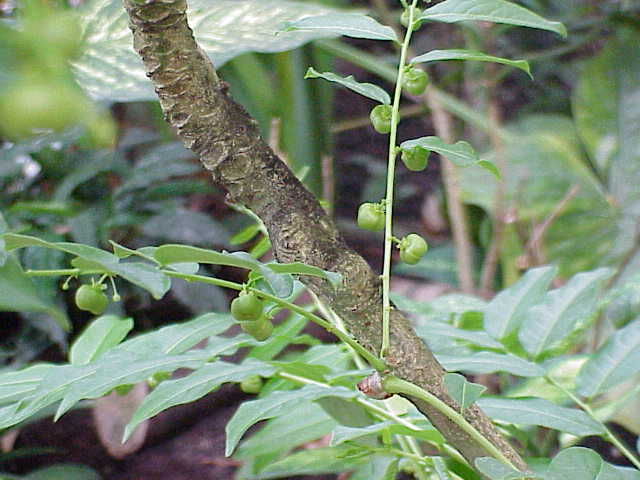